# Impatiens orthosepala
Impatiens orthosepala är en balsaminväxtart som beskrevs av Joseph Dalton Hooker. Impatiens orthosepala ingår i släktet balsaminer, och familjen balsaminväxter. Inga underarter finns listade i Catalogue of Life.